# Isomaa
Isomaa är en ö i Finland. Den ligger i Bottenhavet och i kommunen Euraåminne (tidigare Luvia) i den ekonomiska regionen  Björneborgs ekonomiska region i landskapet Satakunta, i den sydvästra delen av landet. Ön ligger omkring 23 kilometer sydväst om Björneborg och omkring 230 kilometer nordväst om Helsingfors.
Öns area är 2,44 kvadratkilometer och dess största längd är 2,9 kilometer i öst-västlig riktning. Ön höjer sig omkring 10 meter över havsytan. I omgivningarna runt Isomaa växer i huvudsak blandskog.

## Klimat
Inlandsklimat råder i trakten. Årsmedeltemperaturen i trakten är 2 °C. Den varmaste månaden är juli, då medeltemperaturen är 16 °C, och den kallaste är februari, med −9 °C.